# Schwelleneffekt
Schwelleneffekte treten beim wirtschaftlichen Handeln auf, wenn eine Erhöhung des Arbeits- oder Renten-Einkommens zu einem niedrigeren verfügbaren Einkommen führt, sobald eine bestimmte Grenze für die Gewährung einer Transferleistung über- oder unterschritten wird. Dies kann im Zusammenhang mit Leistungen der Sozialhilfe oder der Sozialversicherungen auftreten, wo höhere Einkommen oder Leistungen zu einem Verlust an anderen Unterstützungsleistungen führen können. Schwelleneffekte entstehen auch bei einkommensabhängigen Tarifen für bestimmte Leistungen. Ebenso kann eine geringfügige Erhöhung des Einkommens zu einer erheblichen Mehrbesteuerung führen, wenn die nächste Einkommensstufe des Systems erreicht wird und die Progressionsstufe im Steuersystem groß ist. Je weniger Stufen ein System hat und je größer diese sind, umso größer ist der Schwelleneffekt.

## Folgen
Schwelleneffekte können dazu führen, dass Haushalte, die ihr Erwerbseinkommen erhöhen, am Ende über weniger Geld frei verfügen als zuvor, da Leistungen teilweise oder ganz wegfallen oder zusätzliche Ausgaben hinzukommen. Es kann für Arbeitslose unattraktiv werden, eine Beschäftigung aufzunehmen, da sie möglicherweise weniger verfügbares Einkommen haben würden, wenn sie eine Arbeit annehmen und das Einkommen durch diese Arbeit nicht ausreicht, um den Verlust an Sozialleistungen auszugleichen.
Schwelleneffekte beeinträchtigen die Wirksamkeit der gesellschaftlichen Unterstützung hilfsbedürftiger Menschen. Sie setzen negative Erwerbsanreize und widersprechen dem Grundsatz «Arbeit muss sich lohnen». Dadurch gefährden sie die Legitimität des Sozialstaats, der, soweit dies möglich ist, die Integration der unterstützten Personen in den Arbeitsmarkt zum Ziel hat. Schwelleneffekte verleiten dazu, in Unterstützungssystemen zu verweilen.
Aufgrund von Schwelleneffekten kann ein Sozialleistungs- oder Steuersystem von der Bevölkerung und den Leistungsbeziehenden als ungerecht empfunden und dadurch seine sozialpolitische Legitimation in Frage gestellt werden. Da Schwelleneffekte auch mittels Abbau von Sozialleistungen eliminiert werden können, besteht das Risiko, dass die Problematik der Schwelleneffekte politisch missbraucht wird, um an sich notwendige Unterstützungsleistungen abzubauen.

## Gegenmaßnahmen
Schwelleneffekte in der sozialen Sicherheit können vermieden werden, indem die Definition der Anspruchsgrenzen auf Sozialleistungen und die Ausgestaltung der Leistungsreduktion aufeinander angepasst werden. Es sollte sichergestellt werden, dass sich Arbeit finanziell lohnt. Zudem ist es wichtig, die Budgetberechnung innerhalb der Sozialhilfe regelmäßig zu prüfen, um sicherzustellen, dass Schwelleneffekte so klein wie möglich sind. Die Harmonisierung der Sozialleistungen untereinander und die wissenschaftliche Aufarbeitung der Schwelleneffektproblematik spielen ebenfalls eine wichtige Rolle bei der Vermeidung von Schwelleneffekten in der sozialen Sicherheit.
Sozialleistungen und Steuersysteme, die ohne Stufen ausgestaltet sind und alle Leistungsbestandteile bereits bei der Anspruchsabklärung berücksichtigen, verursachen keine Schwelleneffekte.